# Музей на набережній Бранлі
Музей на набережній Бранлі́ – Жак Ширак (фр. Le musée du quai Branly - Jacques Chirac) — музей у Парижі, велике зібрання зразків мистецтва народів Африки, Азії, Океанії та Америки.
Музей на набережній Бранлі був створений за ініціативи президента Франції Жака Ширака й відкрився в столиці Франції наприкінці червня 2006 року. Музей, створення якого від задуму до завершення будівництва тривало 10 років, має суто топографічну назву — Музей на набережній Бранлі.
Набережна і музей розташовані у VII-й окрузі Парижа, на лівому березі річки Сени, біля підніжжя Ейфелевої вежі. Неподалік з музеєм містяться Лувр, Музей д'Орсе, Великий і Малий Палаци, Токійський палац. Автором проєкту будівлі музею є відомий французький архітектор Жан Нувель.
Музей позиціонує себе як новаторський культурний заклад — одночасно музей, освітньо-просвітницький і науковий осередок, а також своєрідний клуб, де проводяться громадські заходи. На сайті музею є також можливість здійснити віртуальну подорож залами закладу.
У фондах музею зібрано 300 тисяч предметів мистецтва, але в центральному музейному приміщенні виставлено лише 3 500 експонатів, розташованих за географічним принципом: Африка, Азія, Океанія та Америка.

## Колекції

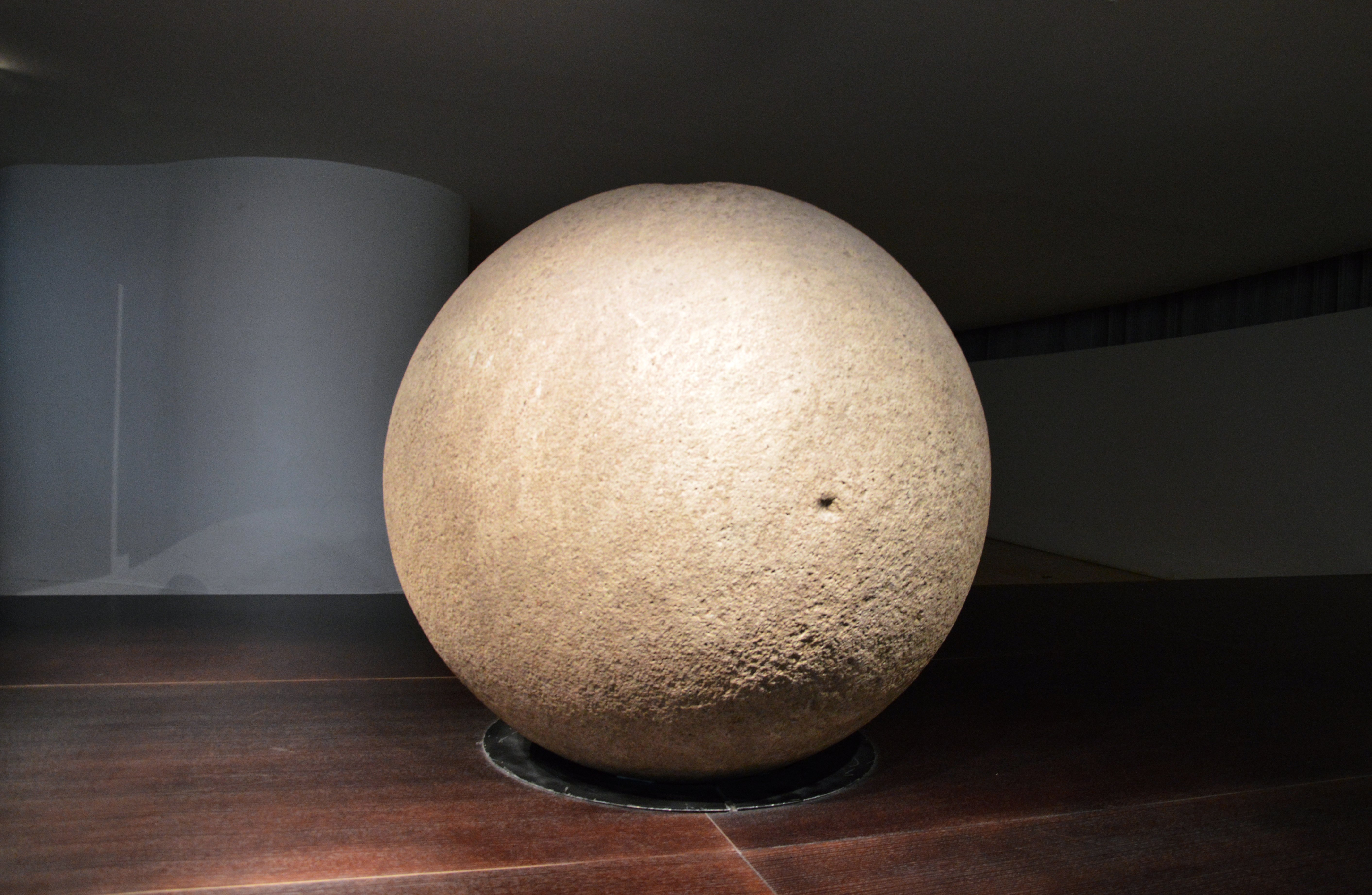
Велика кам'яна сфера, 800-1500 рр., регіон Дікіс, Коста-Ріка, виставлена в холі музею.

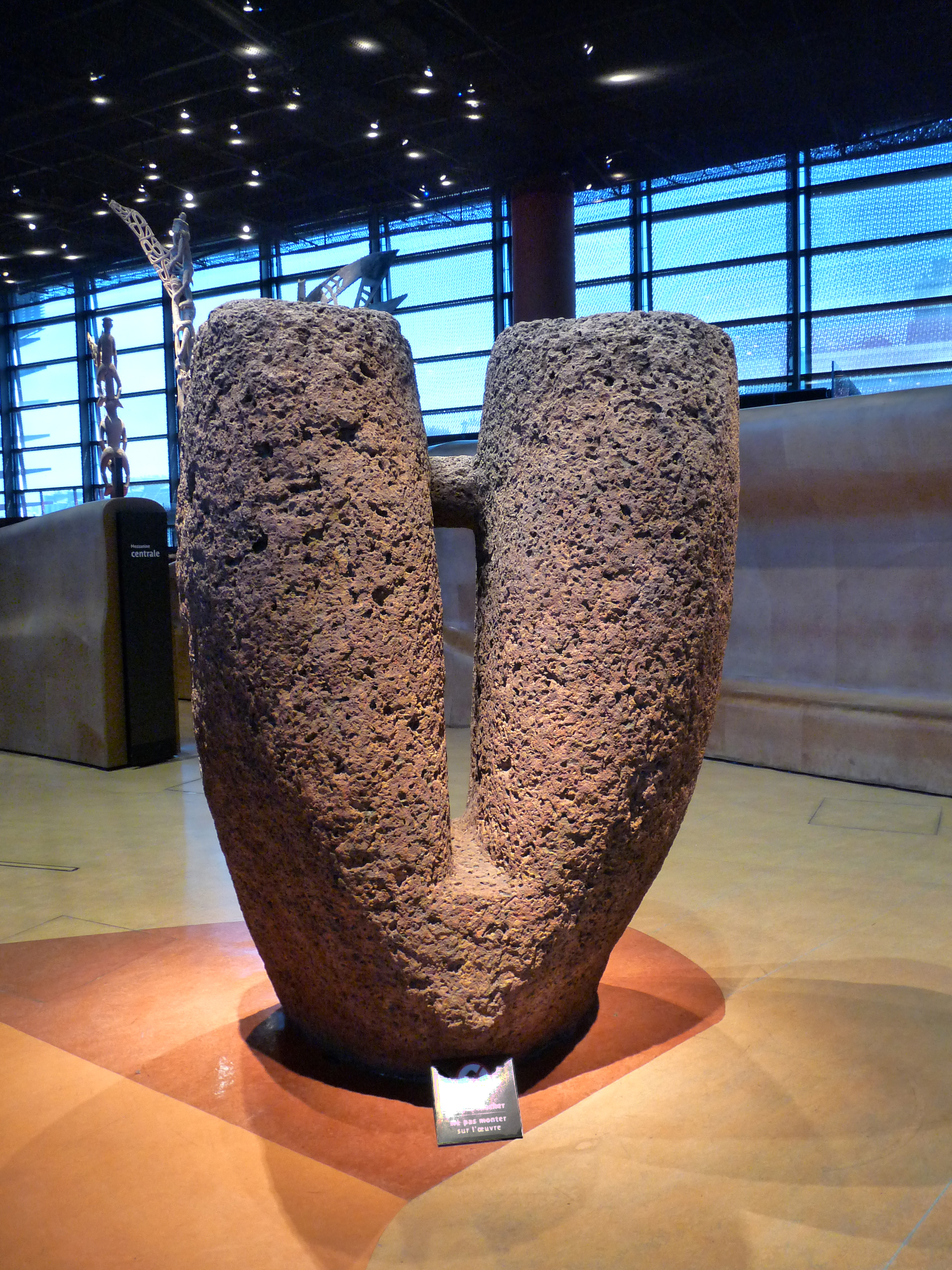
Мегаліт з лірестону, латеритний конгломерат, перше тисячоліття нашої ери., село Сото, Кафрін, депозит уряду Сенегалу за протоколом обміну від 31 травня 1967.

Колекція складається з 1 412 363 одиниць зберігання, з яких 1 203 437 оцифровані в онлайн-каталозі в середині 2023 року  ,  :
304 334 об'єкти, з яких близько 3 500 виставлені на 5300м2, в тому числі 27 987 текстильних виробів, 7 142 скульптури, 1 942 картини і 853 муляжі, а також 19 372 графічні роботи, з яких 10 595 оцифровані, в тому числі щонайменше 2 136 гравюр і 1 074 малюнки та альбоми, деякі з яких належать до 8 000 творів «історичної колекції», а також 9 116 музичних інструментів, згрупованих у прозорій вежі.
Крім того, у музеї є медіа-бібліотека, яка об’єднує 321 900 документів, 20 000 з яких перебувають у вільному доступі.
- 294 897 книг та журналів, з них : 7 078 назв періодичних видань (148 848 примірників) з 700 поточними передплатами;  цінна колекція з близько 11 000 книг XVII-XIX століть: описи подорожей, історія, географія, наукові місії і т.д;  500 мікрофіш дисертацій з етнології та антропології, захищених у Франції з 1985 року, в тому числі у Вищій школі соціальних наук;  19 473 назви аудіовізуальних матеріалів, у тому числі 6 946 фільмів і відеофільмів та 12 527 звукових документів;  електронні документи:↵  понад 7 000 електронних наукових журналів  понад 30 баз даних, банків зображень та енциклопедій.

А також :
- бібліотека зображень із приблизно 700 000 фото, з яких 530 707 оцифровані, 1 467 плакатів і понад 13 851 листівка ;
- понад 88 000 записів, з них 40 047 оцифрованих, які стосуються 583 730 документів.

Регулярне та поступове оновлення близько 500 об’єктів на рік, представлених на платформі колекцій, дозволяє висвітлити останні придбання та нещодавні пожертви, демонструючи багатство колекцій, а також спрямоване на збереження творів, деякі з яких дуже крихкі, від пошкоджень, спричинених, зокрема, світлом  
14 лютого 2018 року Марк Ладрейт де Лашар'єр оголосив про пожертвування 36 експонатів мистецтва Африки і Океанії. Ця колекція, оцінена в 52 мільйони євро, є найбільшою пожертвою творів мистецтва Африки та Океанії у Франції з 1945 року  . Колекція виставлена з 2021 року в новому приміщенні музею, спроектованому Жаном Нувелем  ,